# Düstere Querstraße

Die Lage der Düsteren Querstraße (rot markiert)

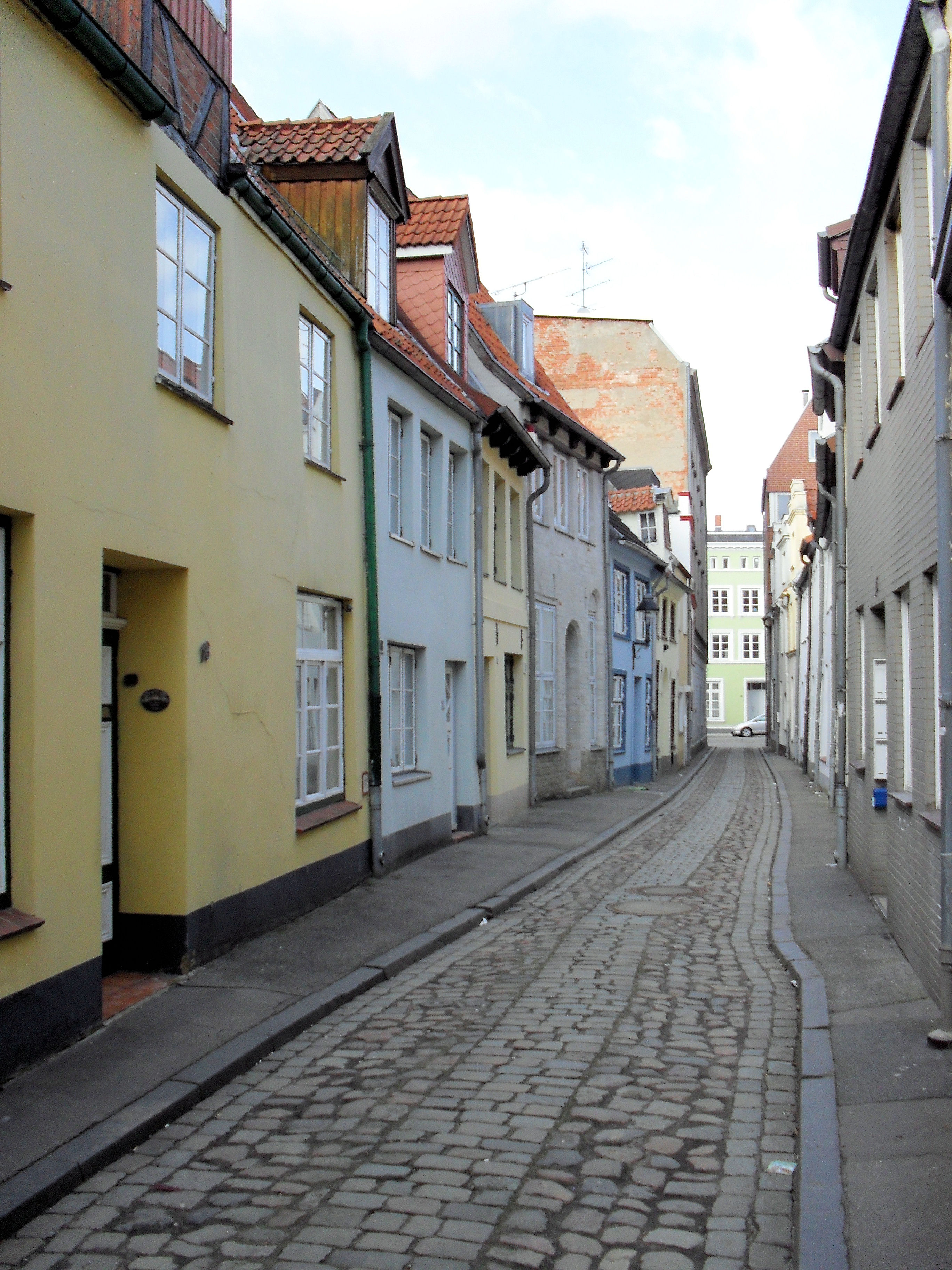
Die Düstere Querstraße

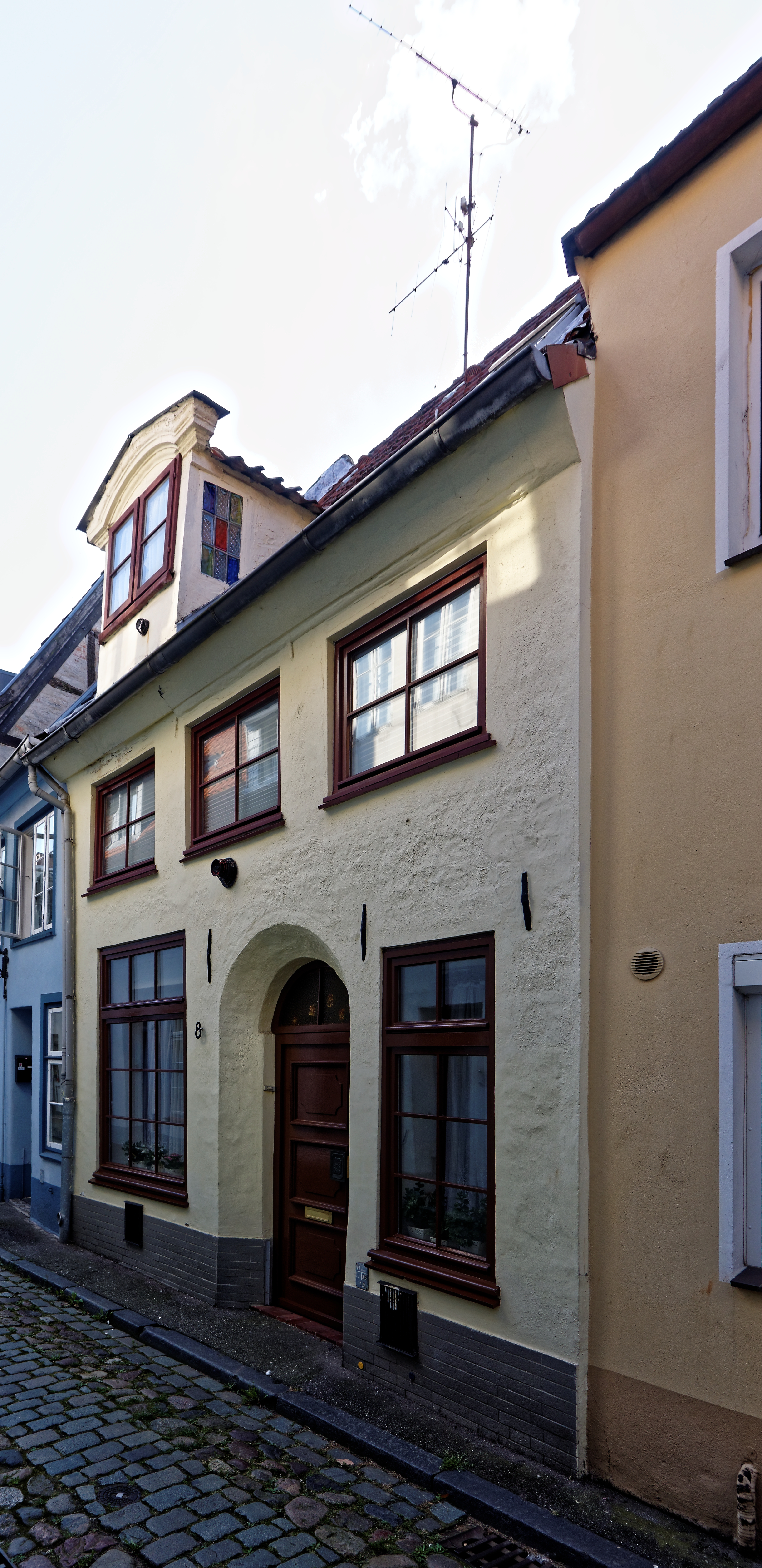
Düstere Querstraße 8

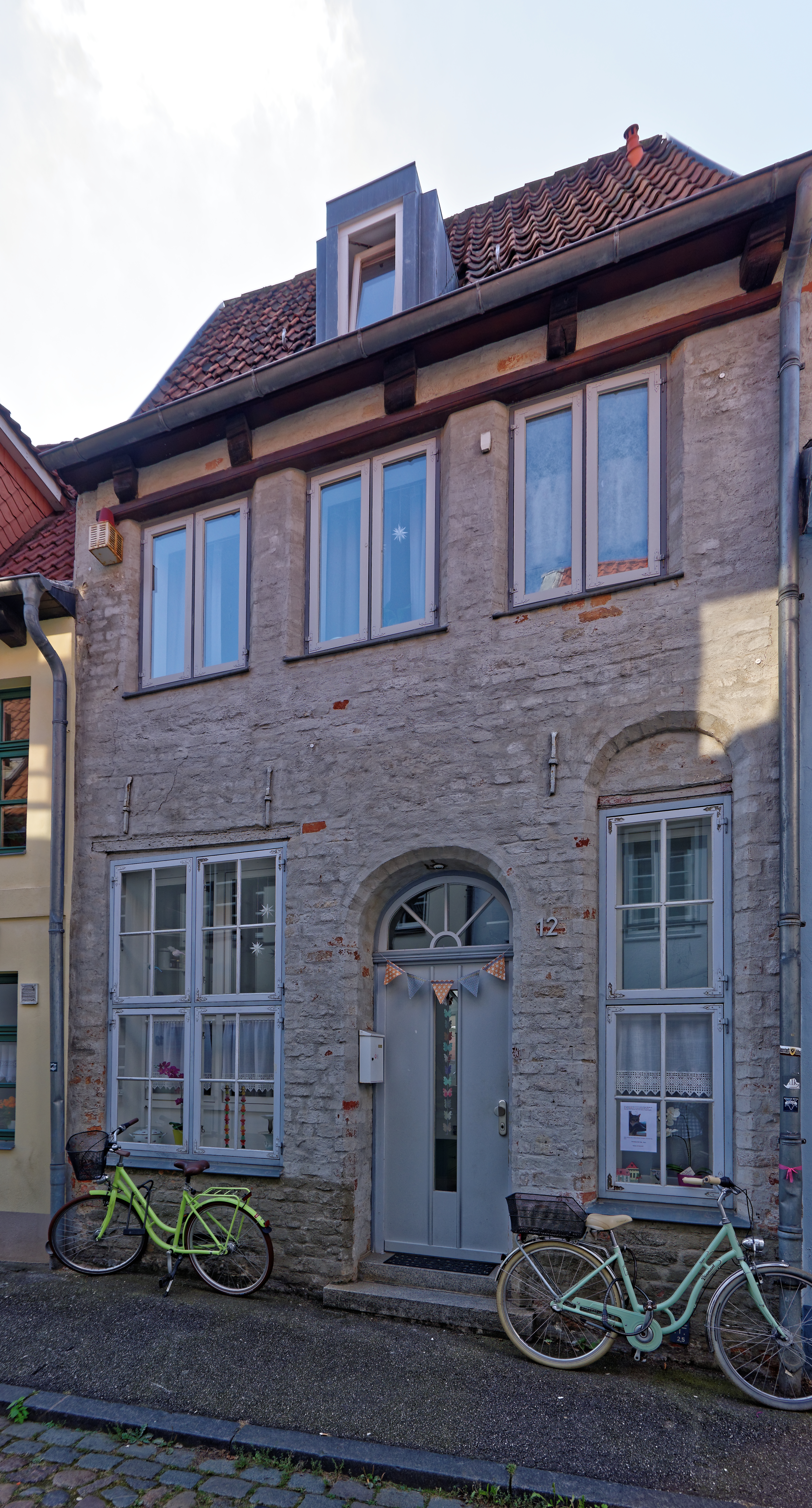
Düstere Querstraße 12

Die Düstere Querstraße ist eine Straße der Lübecker Altstadt.

## Lage
Die etwa 90 Meter lange Düstere Querstraße befindet sich im südwestlichen Teil der Altstadtinsel (Marien Quartier). Sie verläuft in Nord-Süd-Richtung und verbindet die Marlesgrube mit der Dankwartsgrube, in die sie gegenüber der Lichten Querstraße einmündet.

## Geschichte
Die Düstere Querstraße wird 1333 erstmals urkundlich mit der niederdeutsch-lateinischen Mischbezeichnung Dwerstrate inter fossas Marlewi et Danquardi (Querstraße zwischen Marlesgrube und Dankwartsgrube) erwähnt. 1458 ist als Name Düstere Dwerstrate verzeichnet, und 1852 lautet er Düstre Dwasstraße. Im selben Jahr wird der heutige Name amtlich festgelegt.

## Bauwerke
- Düstere Querstraße 8, Renaissance-Haus des 16. Jahrhunderts mit barocker Dachgaube
- Düstere Querstraße 12, auf das 13. Jahrhundert zurückgehendes Renaissance-Haus des  16. Jahrhunderts